# Tipula tumididens
Tipula tumididens är en tvåvingeart som beskrevs av Evgenyi Nikolayevich Savchenko 1988. Tipula tumididens ingår i släktet Tipula och familjen storharkrankar. Inga underarter finns listade i Catalogue of Life.